# Dactylochelifer silvestris
Espèce
Dactylochelifer silvestris est une espèce de pseudoscorpions de la famille des Cheliferidae.

## Distribution
Cette espèce se rencontre aux États-Unis au Nouveau-Mexique, au Colorado, en Utah, en Idaho et en Oregon et au Canada en Colombie-Britannique.

## Description
Le mâle holotype mesure 2,4 mm et la femelle paratype 3,3 mm.

## Publication originale
- Hoff, 1956 : Pseudoscorpions of the family Cheliferidae from New Mexico. American Museum Novitates, no 1804, p. 1-36 (texte intégral).